# Absängermühle

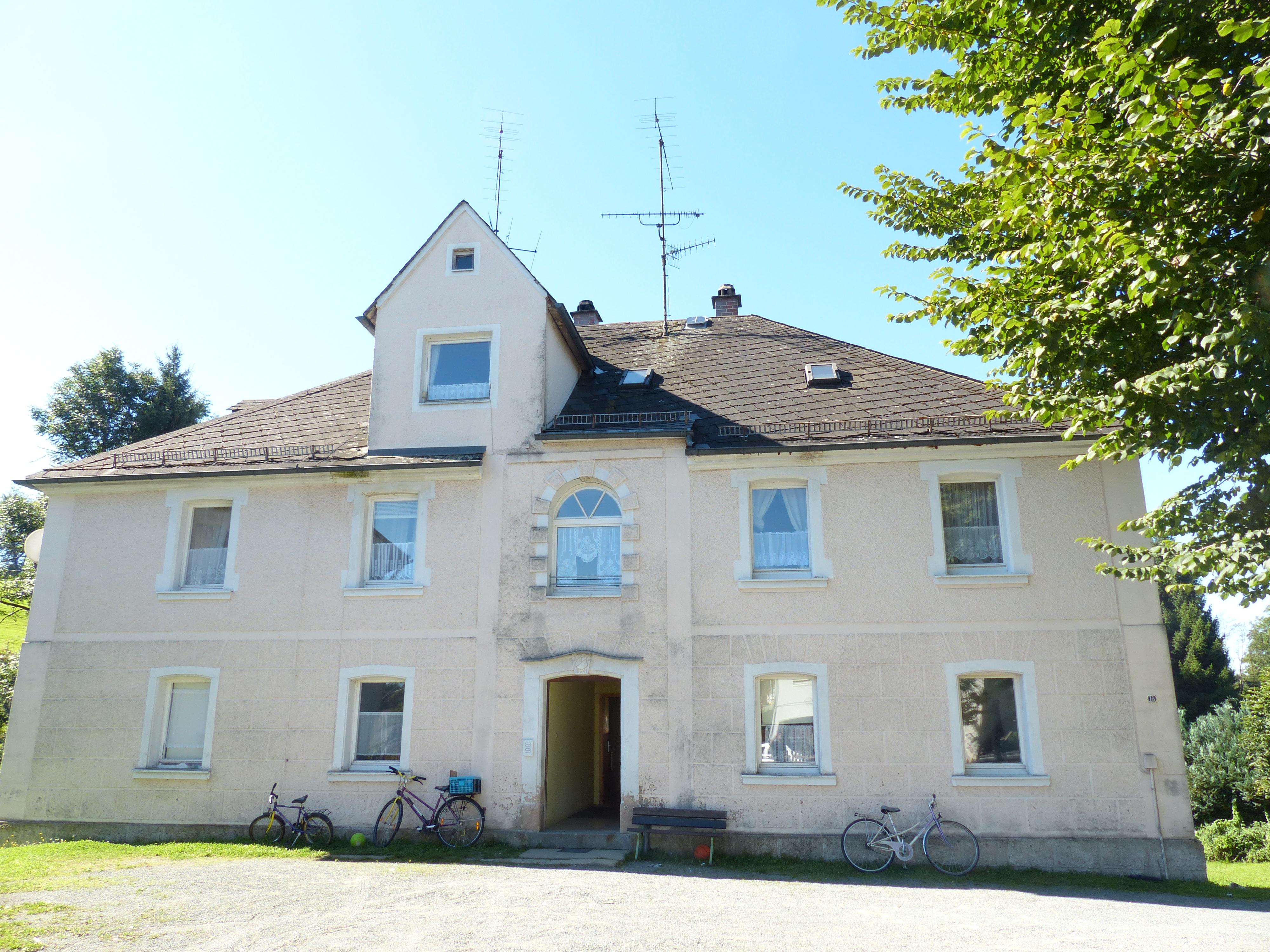
Frontansicht der Absängermühle

Die Absängermühle ist eine ehemalige Mühle in Stammbach im oberfränkischen Landkreis Hof. Sie steht  unter Denkmalschutz (D-4-75-175-30).
Die Absängermühle Blumenau 15 ist heute ein zweigeschossiges Hauptgebäude mit Walmdach. Es ist mit Lisenen gegliedert. Der Schlussstein des Eingangs trägt die Jahreszahl 1841 und das Wappen der Müllerfamilie Schneider. Reste des Mühlgrabens sind noch vorhanden.
Die Absängermühle stammt aus den Anfängen der Besiedlung der Region, vermutlich existierte sie schon zur Zeit der Walpoten. Als freies Eigen gab es in späteren Jahrhunderten immer wieder Streitigkeiten um einzelne Rechte, besonders zwischen dem Hochstift Bamberg als Lehensherrn und dem Markgraftum Bayreuth-Kulmbach, das u. a. die Hochgerichtsbarkeit beanspruchte. Wohl über die Andechs-Meranier gelangte die Sägemühle, später das Hammerwerk, an das Kloster Langheim, das 1384 diversen Besitz zur Schuldentilgung an den Bamberger Bischof Lamprecht von Brunn veräußerte. Ihren heutigen Namen verdankt sie dem ersten bekannten Besitzer von 1495, Cuntz Absenger. Im Forchheimer Vertrag 1538 einigte sich Bischof Weigand von Redwitz mit dem Markgrafen Georg, dass dem Markgrafen die Hochgerichtsbarkeit zustand. Trotzdem gab es immer wieder Rechtsstreitigkeiten. Unter den adeligen Besitzern seit dem Beginn des 17. Jahrhunderts waren die Familien von Schnee, Nanckenreuth, Reitzenstein, Hirschberg und Wallenrode.